# 渡邊亮汰
渡邊 亮汰（わたなべ りょうた、2001年2月2日 - ）は、日本の俳優。
神奈川県出身。

## 略歴
2017年に行われた第30回 JUNONスーパーボーイコンテスト にてファイナリストに選出される。
その後長良プロダクションに所属し、2019年に『アイ★チュウ ザ・ステージRose Écarlate』にて十文字蛮役として舞台デビューを果たした(雨坂亮汰名義)。

## 出演作

### 舞台
- アイ★チュウ ザ・ステージ シリーズ - 十文字蛮 役[1]
  - アイ★チュウ ザ・ステージ 1st Fan Meeting（2018年12月29日、AiiA 2.5 Theater Tokyo）
  - アイ★チュウ ザ・ステージ～Rose Écarlate～（2019年4月21日 - 29日、シアター1010/5月10 - 12日、サンケイホールブリーゼ）
  - Live!!! アイ★チュウ ザ・ステージ～Planète et Fleurs～（2019年7月27日、調布市グリーンホール）
  - アイ★チュウ ザ・ステージ～Rose Écarlate　DEUX～（2019年10月10日 - 15日、シアター1010）
  - アイ★チュウ ザ・ステージ～La Cage aux Épines～（2021年4月15日 - 19日、シアター1010）

### イベント
- 第30回 JUNONスーパーボーイコンテスト
- FUTA SUNAGA 27th Birthday「風誕祭2019」（2019年11月9日、ホテルモントレ半蔵門）[2]
- ゆうイベ vol.3（2020年12月26日、Alice aqua garden 田町）[3]